# Рауль Сангінетті
Рауль Сангінетті (ісп. Raúl Sanguineti; 3 лютого 1933, Парана — 6 серпня 2000, Буенос-Айрес) — аргентинський шахіст; гросмейстер (1982). Багаторазовий чемпіон країни (1956 — 1974). У складі команди Аргентини учасник багатьох олімпіад (1956—1976), в тому числі 12-ї (1956) — 9 очок з 11 (найкращий результат на 5-й дошці), 15-ї (1962) — 13½ очок з 16 (найкращий результат на 4-й дошці; з Бориславом Івковим). Учасник зональних турнірів ФІДЕ у Ріо-де-Жанейро (1957) — 2-3-є й Форталезе (Бразилія; 1975) — 1-е; міжзональних турнірів у Порторожі (1958) — 14-е й Білі (1976) — 16-е місця.
Найкращі результати в інших міжнародних змаганнях: Мар-дель-Плата (1956, 1958, 1968 і 1976) — 3-4-е, 3-5-е, 3-є й 1-2-е; Сан-Паулу (1957) — 1-е; Ліма (1959) — 3-5-е; Буенос-Айрес (1963 і 1977) — 1-е; Вінніпег (1974) — 2-е; Сантос-Лугарес (1978) — 1-е місця.